# Langesse
Langesse is een gemeente in het Franse departement Loiret (regio Centre-Val de Loire) en telt 79 inwoners (2009). De plaats maakt deel uit van het arrondissement Montargis.

## Geografie
De oppervlakte van Langesse bedraagt 8,8 km², de bevolkingsdichtheid is dus 9 inwoners per km².
De onderstaande kaart toont de ligging van Langesse met de belangrijkste infrastructuur en aangrenzende gemeenten.

## Demografie
Onderstaande figuur toont het verloop van het inwonertal (bron: INSEE-tellingen).